# Pere Colls i Casadevall
Pere Colls i Casadevall   (Figueres, 21 d'abril de 1903 - Figueres, 4 d'octubre de 1976) fou un futbolista català de la dècada de 1920.
Fou jugador de la UE Figueres entre els anys 1922 i 1924. Aquest any fitxà pel RCD Espanyol, on jugà tres temporades. La temporada 1924-25 va ser titular durant el Campionat de Catalunya. La temporada 1927-28 marxà a jugar a Cuba a l'equip Juventud Asturiana, on va guanyar el campionat de L'Havana. El 1928 retornà a Catalunya per jugar al CE Europa, club amb el qual debutà a primera divisió. Jugà amb la selecció catalana el 1929.